# Bollnäs GoIF/BF
Bollnäs GoIF/BF, umgangssprachlich Giffarna, ist ein Bandyverein aus der schwedischen Stadt Bollnäs. Die Herrenmannschaft ist gegenwärtig in der höchsten Spielklasse aktiv und konnte in ihrer Geschichte zweimal den Meistertitel erkämpfen (Stand 2010).

## Geschichte
Der Verein Bollnäs GIF wurde 1895 gegründet. Bandy war nicht die einzige Sportart im Verein, doch in keiner der anderen wurden gleichwertige Erfolge erzielt. Die Bandy-Mannschaft spiele ihr erstes Match 1906 und einige weitere in den folgenden Jahren. Der regelmäßige Spielbetrieb begann erst in den 1920er Jahren, worauf 1992 der erste Sieg in der Regionalmeisterschaft folgte. Danach gewann Bollnäs GoIF zehn Regionalmeisterschaften in Folge.
Am 1. März 1931 absolvierte die Mannschaft ein Qualifikationsspiel gegen einen Verein aus Kronoberg zur Aufnahme in die höchste Bandyliga (damals noch Division I), das mit 2:0 gewonnen wurde. Eine nationale Vormachtstellung hatte der Verein in den 1950er Jahren, was mit den Meisterschaftssiegen 1951 und 1956 unterstrichen wurde.
Ein weiteres Highlight war der Gewinn des Ljusdal World Cup 2005.

## Erfolge
- Schwedischer Bandy-Meister: 1951, 1956